# Matrix Powertag/Saison 2013
Dieser Artikel listet Erfolge und Fahrer des Radsportteams Matrix Powertag in der Saison 2013 auf.

## Zugänge – Abgänge
| Zugänge                          | Team 2012                   | Abgänge            | Team 2013 |
| -------------------------------- | --------------------------- | ------------------ | --------- |
| Do Hyeong Kim                    | Terengganu Cycling Team     | Takahiro Yamashita | Team Ukyo |
| Tetsuya Fujioka                  | Team Nippo (2010)           | Tomoki Mukaigawa   | Unbekannt |
| Vicente García (ab 9. September) | Gsport-Valencia Terra i Mar |                    |           |

## Mannschaft
| Name             | Geburtstag         | Nationalität |
| ---------------- | ------------------ | ------------ |
| Tetsuya Fujioka  | 29. Mai 1988       | Japan        |
| Vicente García   | 19. September 1988 | Spanien      |
| Sota Ikebe       | 31. Dezember 1992  | Japan        |
| Do Hyeong Kim    | 15. Oktober 1986   | Südkorea     |
| Yuya Komaki      | 29. August 1991    | Japan        |
| Kazushige Kuboki | 6. Juni 1989       | Japan        |
| Kazuyuki Manabe  | 16. Februar 1970   | Japan        |
| Naoki Mukaigawa  | 27. Dezember 1980  | Japan        |
| Daisei Nagara    | 9. Juli 1974       | Japan        |
| Mariusz Wiesiak  | 1. April 1981      | Polen        |
| Daiki Yasuhara   | 12. August 1991    | Japan        |